# 萊穆伊島

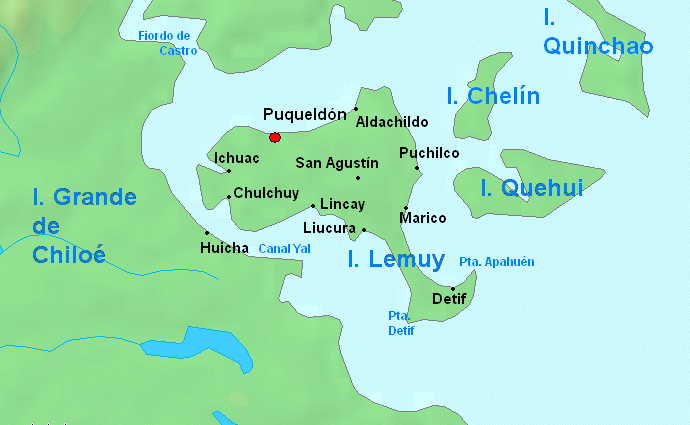
萊穆伊島

萊穆伊島（Isla Lemuy）是智利的島嶼，位於奇洛埃島以東，屬於奇洛埃群島的一部分，由湖大區負責管轄，面積97平方公里，是群島中第三大島嶼，排在奇洛埃島和金查奧島之後，2002年人口4,125。
42°36′S 73°40′W / 42.600°S 73.667°W